# 小行星2079
小行星2079（2079 Jacchia）是一颗围绕太阳公转的小行星。1976年2月23日，哈佛大學天文台在哈佛大学天文台发现了此天体。
該小行星以義大利裔美國天文學家路易吉·朱塞佩·雅克夏（Luigi Giuseppe Jacchia）命名。
这颗小行星的绝对星等为144.7045465044754等。